# Sint Martinuskerk (Zillis)
De Sint Martinuskerk is een romaanse zaalkerk in het centrum van Zillis in het Zwitserse kanton Graubünden. De kerk is met name bekend om zijn geschilderde plafond. De kerk wordt voor het eerst vermeld in 831. Opgravingen bevestigen dat in de Romeinse tijd (rond 500 na Christus) op dezelfde plaats al een kerk heeft gestaan.

## Beschrijving plafond
Het plafond van de kerk is een vorm van romaanse kunst die nagenoeg ongeschonden en niet overgeschilderd de tijd heeft doorstaan. Het plafond is gemaakt in de periode 1109 en 1114 en bestaat uit 153 vierkante panelen (9 rijen van 17 panelen) met zijden van ongeveer 90 centimeter. De meeste panelen zijn gemaakt van zilverspar met een onderlaag van gips. De panelen werden eerst verticaal beschilderd om daarna te worden geplaatst in het plafond. De schilder is onbekend. Wel blijkt uit de stijl van schilderen dat de maker bekend was met de kunst van boekverluchting.
De oorspronkelijke volgorde van de panelen is verloren gegaan. Op basis van kunsthistorisch onderzoek zijn de panelen in 1939 door Erwin Poeschel geplaatst in de huidige volgorde. Het is daarom moeilijk om de panelen in samenhang te interpreteren. Wel staat vast dat de panelen een weergave zijn van het middeleeuwse wereldbeeld: een platte aarde waarbij de continenten worden omgeven door de oceanen.
Met uitzondering van de vier hoekpanelen toont de buitenste rand van 48 panelen uitsluitend scenes op het water. Samen staan ze symbool voor de oceaan. Op deze panelen worden zeemonsters en fabeldieren getoond. Zij staan symbool voor het kwaad. Drie panelen met afbeeldingen van schepen hebben betrekking op de geschiedenis van Jona. De vier hoekpanelen tonen vier engelen. Zij stellen de vier windrichtingen voor en de aankondiging van het laatste oordeel.
De 105 panelen aan de binnenzijde laten diverse taferelen zien rondom diverse thema's:
- Koning David, Salomo en Rechabeam
- Annunciatie en de Wijzen uit het oosten
- Vlucht naar Egypte, Kindermoord van Bethlehem
- Doop van Jezus
- Wonderen van Jezus
- Het laatste avondmaal, de geschiedenis van het lijden van Jezus met de doornenkroon
- De laatste panelen vertellen het verhaal van het leven van de heilige Martinus
- Op een paneel in het midden toont de duivel Christus de wereld in de vorm van een Mappa mundi

## Afbeeldingen

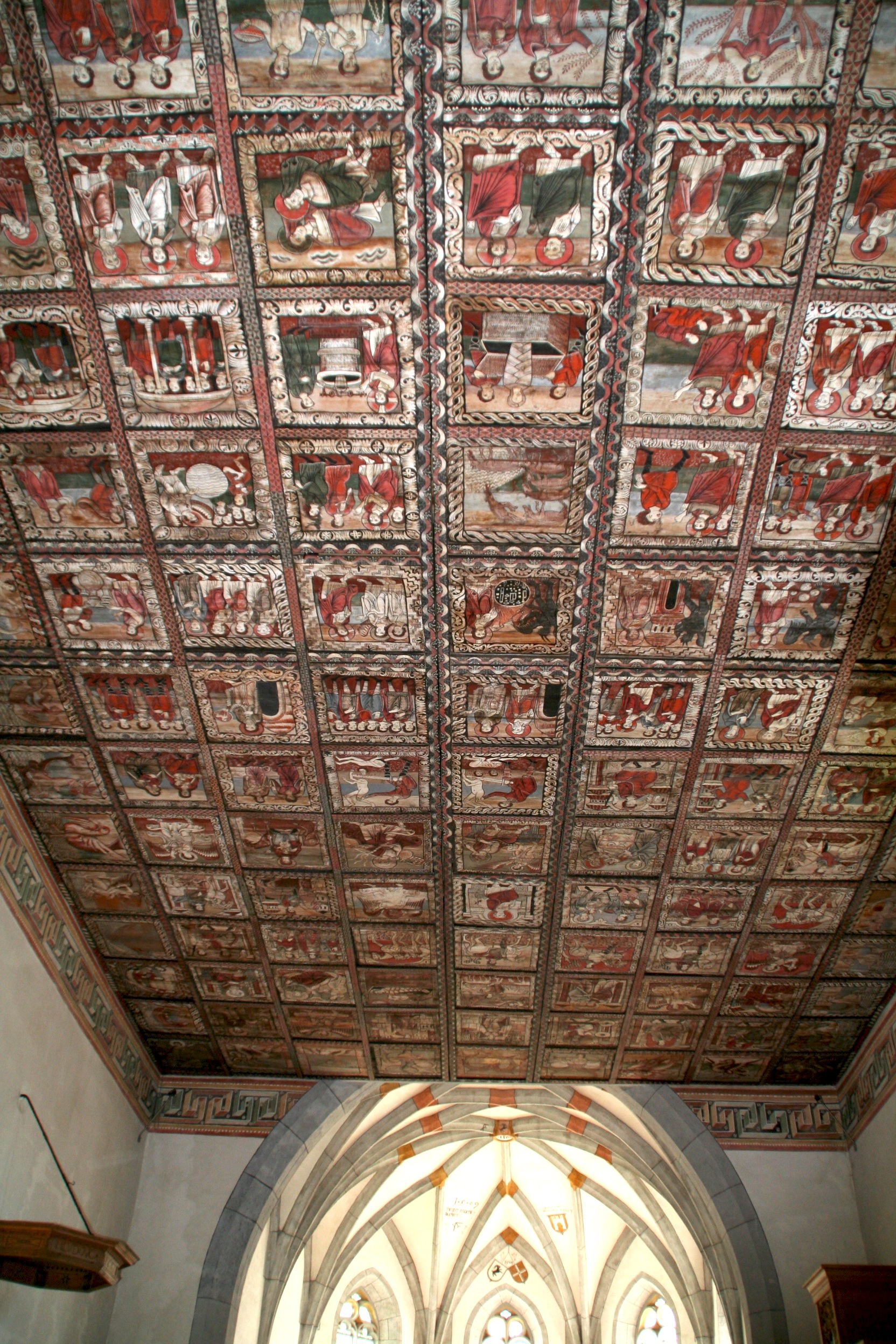
Overzicht
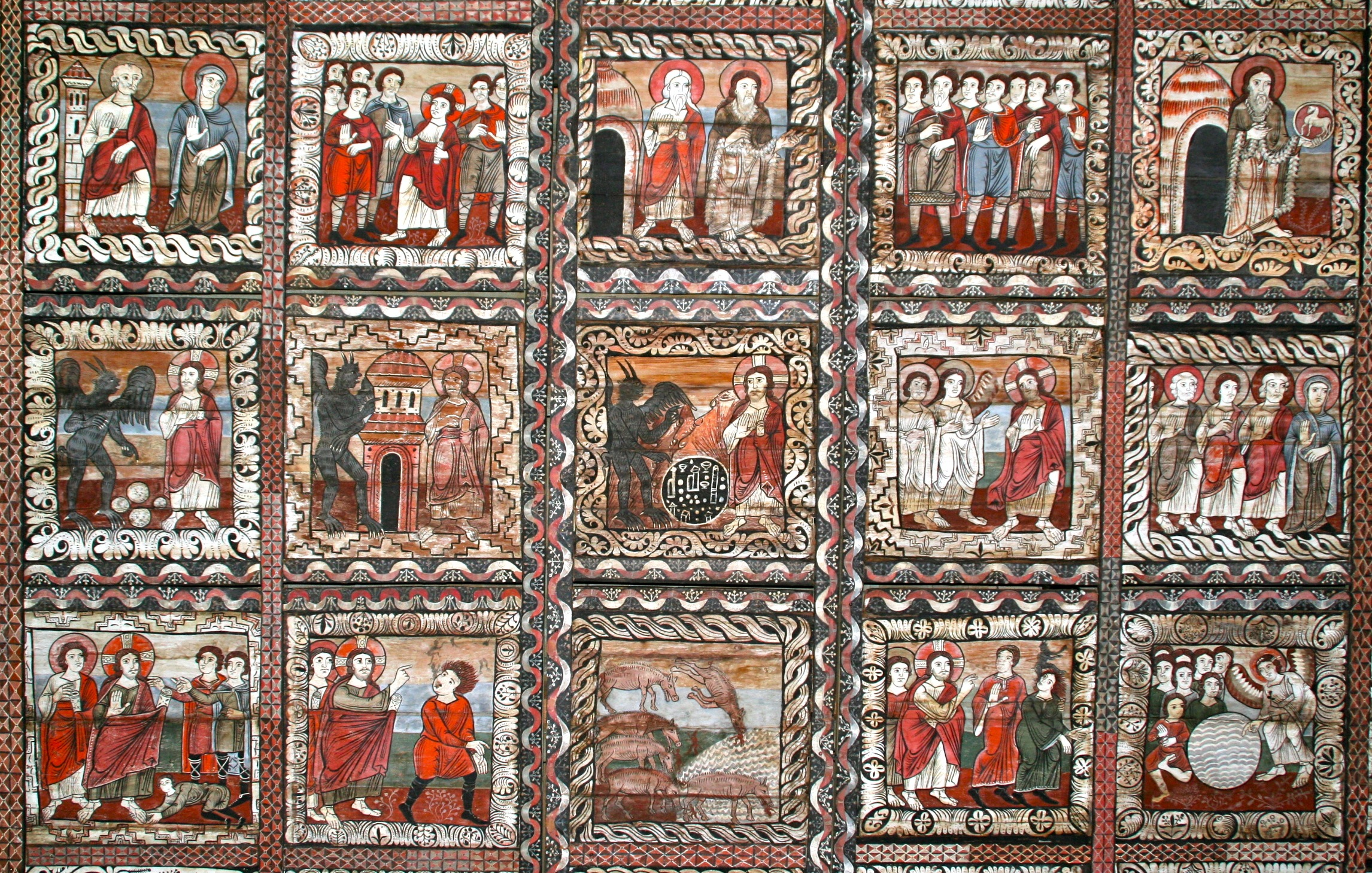
Detail centrumpanelen
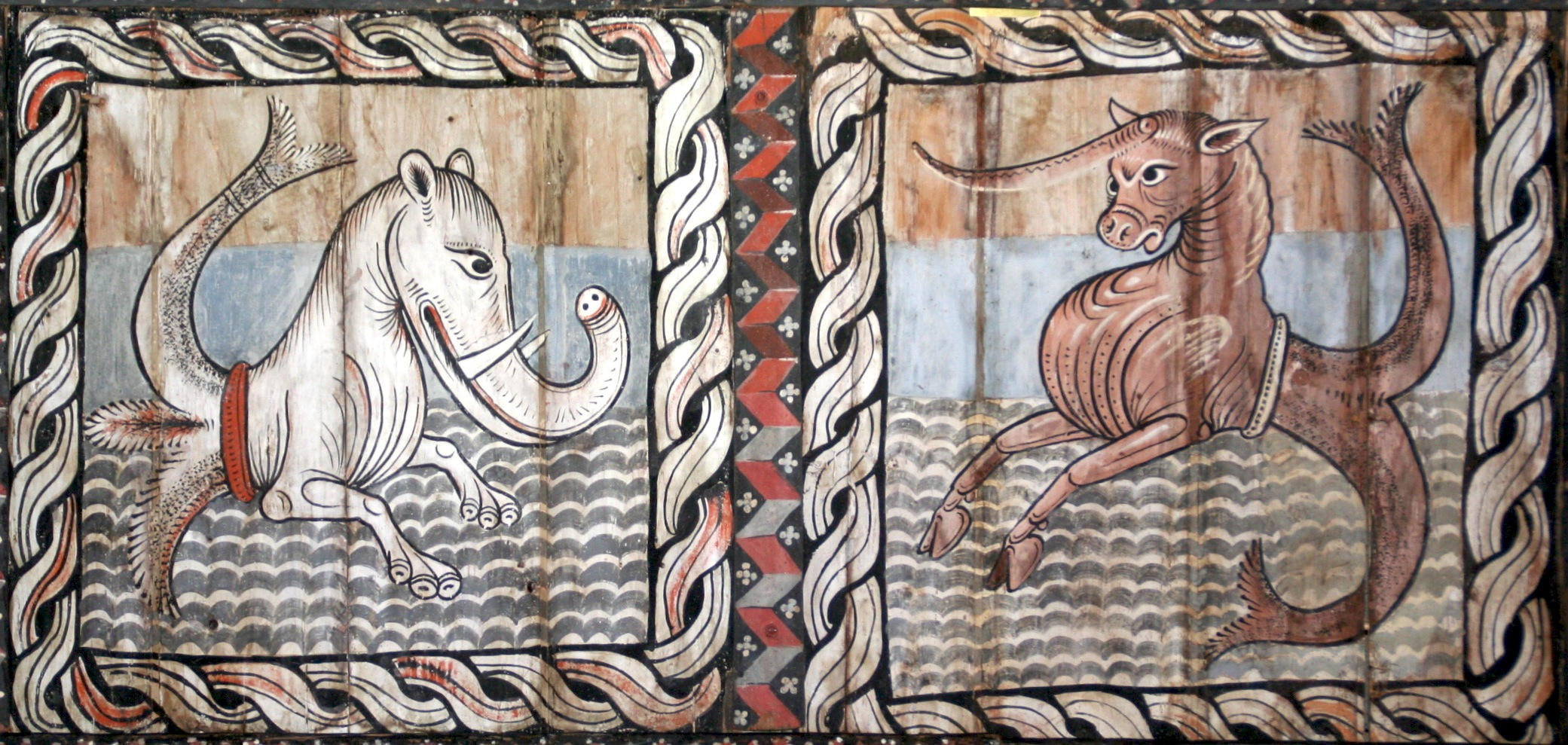
Detail randpanelen
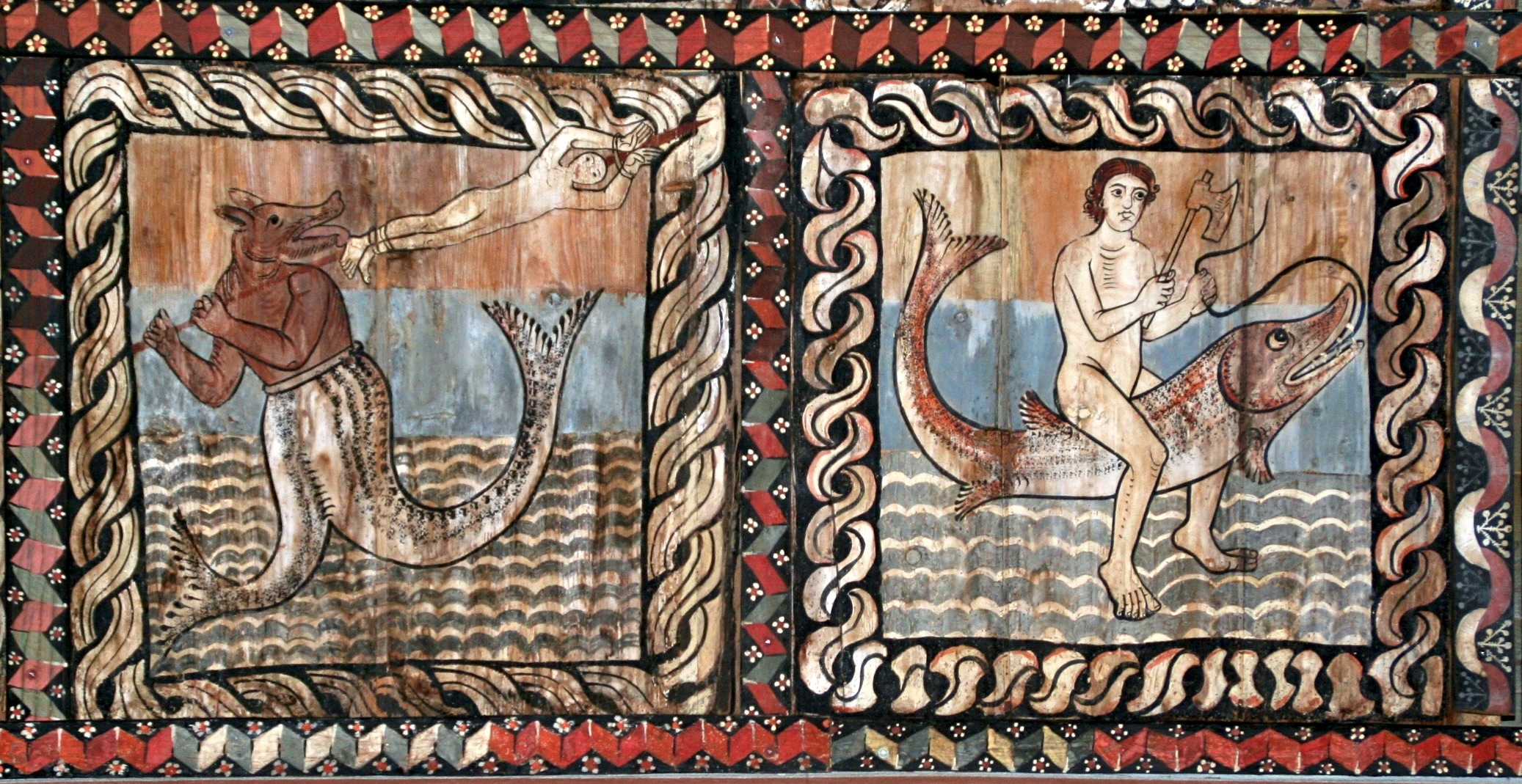
Detail randpanelen
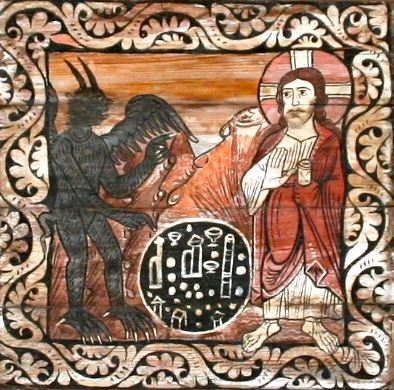
De duivel toont Christus de wereld